# 魏登塔尔
魏登塔尔是德国莱茵兰-普法尔茨州的一个市镇。总面积14.49平方公里，总人口1861人，其中男性902人，女性959人（2011年12月31日），人口密度128人/平方公里。